# Lo sceriffo di Rockspring
Lo sceriffo di Rockspring è un film del 1971 diretto da Mario Sabatini (con lo pseudonimo di Anthony Green).

## Trama
A Rockspring è stato eletto un nuovo sceriffo e una ragazza è stata rapita da un pericoloso evaso, costringendo lo sceriffo all'inseguimento.